# محمد الحصري (لاعب كرة قدم ، مواليد 1983)
محمد الحصري لاعب كرة قدم مصري في مركز الظهير الأيمن ، من ناشئي نادي الإسماعيلي ، وحاليًا يعمل كمدير الكرة في نادي وادي دجلة.

ففي 17 أغسطس 2015 قرر نادي وادي دجلة تكريم الحصرى قائد الفريق الكروي الأول بتوليه منصب مدير الكرة بداية من الموسم التالي ؛ نظرًا للسيرة الذاتية المشرفة للاعب ، وكونه قائدًا للفريق ، ويتمتع بعلاقة جيدة بجميع اللاعبين مما سيسهل عليه عمله مديرًا للكرة بجهاز حمادة صدقي ، لا سيما أن المنصب كان شاغرًا وعمل الجهاز الفني لدجلة بدون مدير للكرة خلال الموسم الذي قبله. وذلك بعد أن قرر الجهاز الفني لدجلة بقيادة حمادة صدقي وقتها الاستغناء عن خدماته كلاعب.